# Hymna Jižní Osetie
Hymna Jižní Osetie (osetsky Республикæ Хуссар Ирыстоны Паддзахадон гимн, Respublikæ Xussar Irystony Paddzaxadon Gimn), také známá pod názvem prvního verše (Уарзон Ирыстон!, [ˈwäɾʒon iˈɾɪ̈ʃton]) (česky Milovaná Osetie!), byla přijata 5. května 1995. Text napsal Totraz Kokaev a hudbu zkomponoval Felix Alborov.

## Text
| Osetština (cyrilice) | Osetština (latinka) | Gruzínské písmo | Transkripce IPA | Český překlad |
| První sloka | První sloka | První sloka | První sloka | První sloka |
| --- | --- | --- | --- | --- |
| Уарзон Ирыстон! Дæ номы кадæн Лæууæм цырагъау мах уырдыг, Ды дæ нæ уарзты æнусон авдæн, Ды – нæ цин æмæ хъыг!                                                                                 | Uarzon Iryston! Dæ nomy kadæn Læuuæm cyrahau max uyrdyg, Dy dæ næ uarzty ænuson avdæn, Dy – næ cin æmæ qyg!                                                                                   | უარზონ ირჷსთონ! დჽ ნომჷ ქადჽნ ლჽუუჽმ ცჷრაღაუ მახ უჷრდჷგ, დჷ დჽ ნჽ უარზთჷ ჽნუსონ ავდჽნ, დჷ — ნჽ ცინ ჽმჽ ყჷგ!                                                                                   | [wɑrʒon irɪ̈ʃton də nomɪ̈ kɑdən] [ləw.wəm t͡sɪ̈rɑʁɑw mɑχ wɪ̈rdɪ̈g] [dɪ̈ də nə wɑrʒtɪ ənuʃon ɑvdən] [dɪ̈ nə t͡sin əmə qɪ̈g]                                                                                             | Milovaná Osetie! Pro slávu tvého jména, Stojíme vzpřímeně jako svíčka, Ty jsi starodávná kolébka naší lásky, Ty jsi naše radost i náš smutek! |
| První refrén | | | | |
| Фæхæрæм мах дæ зæххæй ард, Дæ ном дын исæм бæрзонд, Удуæлдай дын кæнæм лæггад, Дæуæн у нæ цард нывонд! Уæ, Стыр Хуыцау! Дæ хорзæх, Дæ арфæ – Иры Уæзæгæн Ды цардамонд ратт!                   | Fæxæræm max dæ zæxxæj ard, Dæ nom dyn isæm bærzond, Uduældaj dyn kænæm læggad, Dæuæn u næ card nyvond! Uæ, Styr Xuycau! Dæ xorzæx, Dæ arfæ – Iry Uæzægæn Dy cardamond ratt!                   | ჶჽხჽრჽმ მახ დჽ ზჽხხჽჲ არდ, დჽ ნომ დჷნ ისჽმ ბჽრზონდ, უდუჽლდაჲ დჷნ ქჽნჽმ ლჽგგად, დჽუჽნ უ ნჽ ცარდ ნჷვონდ! უჽ, სთჷრ ხუჷცაუ! დჽ ხორზჽხ, დჽ არჶჽ — ირჷ უჽზჽგჽნ დჷ ცარდამონდ რათთ!                   | [fəχərəm mɑχ də ʒəχːəj ɑrd] [də nom dɪ̈n iʃəm bərʒond] [udwəldɑj dɪ̈n kənəm ləgːɑd] [dəwən u nə t͡sɑrd nɪ̈vond] [wə, ʃtɪ̈r χʷɪ̈t͡sɑw də χorʒəχ, də ɑrfə] [irɪ̈ wəʒəgən dɪ̈ t͡sɑrdɑmond rɑtː]                           | Přísaháme za svou zemi, Ctíme tvé jméno vysoce, Sloužíme ti všemi našimi srdci, Svoje životy ti věnujeme! Ach, veliký Bože! Dej své blaženosti, své požehnání, Štěstí Osetii!                                                                         |
| Druhá sloka | | | | |
| Уæззау уыд дæ ивгъуыд, Иры бæстæ, Зылди дæ фæдыл сау фыдох, Фæлæ-иу уæддæр дæ фарны рæстæй Кодтой дæ зынтæ рох.                                                                               | Uæzzau uyd dæ ivhuyd, Iry bæstæ, Zyldi dæ fædyl sau fydox, Fælæ-iu uæddær dæ farny ræstæj Kodtoj dæ zyntæ rox.                                                                                | უჽზზაუ უჷდ დჽ ივღუჷდ, ირჷ ბჽსთჽ, ზჷლდი დჽ ჶჽდჷლ საუ ჶჷდოხ, ჶჽლჽ-იუ უჽდდჽრ დჽ ჶარნჷ რჽსთჽჲ ქოდთოჲ დჽ ზჷნთჽ როხ.                                                                                | [wəʒːɑw wɪ̈d də ivʁʷɪ̈d, irɪ̈ bəʃtə] [ʒɪ̈ldi də fədɪ̈l ʃɑw fɪ̈doχ] [fələju wədːər də fɑrnɪ̈ rəʃtəj] [kodtoj də ʒɪ̈ntə roχ]                                                                                           | Tvoje minulost byla tvrdá, Ó, Osetie, Bílé zlo tě následovalo. I přes pravdu o tvém osudu, Tvoje utrpení bylo zapomenuto. |
| Druhý refrén | | | | |
| Царды рухсмæ æдзух цыдтæ, Фыдбонты нæ саст дæ ныфс, Сæрбæрзонд алкæддæр уыдтæ, Æргомæй размæ цæуыс! Уæ, Уастырджи! Дæ хорзæх, Дæ арфæ – Иры дзыллæйæн фæндагамонд ратт!                       | Cardy ruxsmæ ædzux cydtæ, Fydbonty næ sast dæ nyfs, Særbærzond alkæddær uydtæ, Ærgomæj razmæ cæuys! Uæ, Uastyrdži! Dæ xorzæx, Dæ arfæ – Iry dzyllæjæn fændagamond ratt!                       | ცარდჷ რუხსმჽ ჽძუხ ცჷდთჽ, ჶჷდბონთჷ ნჽ სასთ დჽ ნჷჶს, სჽრბჽრზონდ ალქჽდდჽრ უჷდთჽ, ჽრგომჽჲ რაზმჽ ცჽუჷს! უჽ, უასთჷრჯი! დჽ ხორზჽხ, დჽ არჶჽ — ირჷ ძჷლლჽჲჽნ ჶჽნდაგამონდ რათთ!                          | [t͡sɑrdɪ̈ ruχʃmə əd͡zuχ t͡sɪ̈dtə] [fɪ̈dbontɪ̈ nə ʃɑʃt də nɪ̈fʃ] [ʃərbərʒond ɑlkədːər wɪ̈dtə] [ərgoməj rɑʒmə t͡səwɪ̈ʃ] [wə, wɑʃtɪ̈rd͡ʒi də χorʒəχ, də ɑrfə] [irɪ̈ d͡zɪ̈lːəjən fəndɑgɑmond rɑtː]                               | Směrem ke světlu života Vždy jsi chodila, I v dobách strádání Tvoje naděje nebyla zlomena, Ach, Wastyrdzhi! Dej své blaženosti, své požehnání, osetské společnosti! Hodně štěstí na tvé cestě!                                                        |
| Třetí sloka | | | | |
| Фыдæлты æрдхæрæн, Иры Уæзæг! Зæрдæйы тæгтæй дæ нывæзт, Ацы дунейы нын масты уæзæй Ма у дих æмæ уæрст,                                                                                         | Fydælty ærdxæræn, Iry Uæzæg! Zærdæjy tægtæj dæ nyvæzt, Acy dunejy nyn masty uæzæj Ma u dix æmæ uærst,                                                                                         | ჶჷდჽლთჷ ჽრდხჽრჽნ, ირჷ უჽზჽგ! ზჽრდჽჲჷ თჽგთჽჲ დჽ ნჷვჽზთ, აცჷ დუნეჲჷ ნჷნ მასთჷ უჽზჽჲ მა უ დიხ ჽმჽ უჽრსთ,                                                                                         | [fɪ̈dəltɪ̈ ərdχərən, irɪ̈ wəʒəg] [ʒərdəjɪ̈ təgtəj də nɪ̈vəʒt] [ɑt͡sɪ̈ dunejɪ̈ nɪ̈n mɑʃtɪ̈ wəʒəj] [mɑwu diχ əmə wərʃt]                                                                                                  | Pýcha našich předků, domov Osetů! Ty jsi spojena se strunami srdce, V tomto světě těžkých zármutků Nesmíš být rozdělena nebo rozptýlena, |
| Třetí refrén | | | | |
| Дугæй дугмæ нæрæд дæ ном, Бæрзонддæр кæнæд дæ кад, Дæ ныфсæй мах цæрæм æнгом, Дæ фæрцы рухс у нæ цард! Уæ, Бæсты Фарн! Дæ хорзæх, Дæ арфæ – Нæ уарзон Ирæн Ды иу амонд ратт! Ном æмæ йын кад! | Dugæj dugmæ næræd dæ nom, Bærzonddær kænæd dæ kad, Dæ nyfsæj max cæræm ængom, Dæ færcy ruxs u næ card! Uæ, Bæsty Farn! Dæ xorzæx, Dæ arfæ – Næ uarzon Iræn Dy iu amond ratt! Nom æmæ jyn kad! | დუგჽჲ დუგმჽ ნჽრჽდ დჽ ნომ, ბჽრზონდდჽრ ქჽნჽდ დჽ ქად, დჽ ნჷჶსჽჲ მახ ცჽრჽმ ჽნგომ, დჽ ჶჽრცჷ რუხს უ ნჽ ცარდ! უჽ, ბჽსთჷ ჶარნ! დჽ ხორზჽხ, დჽ არჶჽ — ნჽ უარზონ ირჽნ დჷ იუ ამონდ რათთ! ნომ ჽმჽ ჲჷნ ქად! | [dugəj dugmə nərəd də nom] [bərʒondːər kənəd də kɑd] [də nɪ̈fʃəj mɑχ t͡sərəm əngom] [də fərt͡sɪ̈ ruχʃ u nə t͡sɑrd] [wə, bəʃtɪ̈ fɑrn də χorfəχ, də ɑrfə] [nə wɑrʒon irən dɪ̈ iw ɑmond rɑtː] [noːm əːməː jɪ̈ːn kɑːːːd] | Na věky věků ať se rozezní tvoje jméno, Tvá sláva roste, Prostřednictvím tvojí naděje my žijeme společně, Díky tobě je náš život jasný! Ach, štěstěno naší země (Farn)! Dej své blaženosti, své požehnání, Štěstí naší milované Osetii! Čest a slávu! |